# مارتن لويس (كرة سلة)
مارتن لويس (بالإنجليزية: Martin Lewis)‏ مواليد 28 أبريل 1975 في ليبرال، هو لاعب كرة سلة أمريكي سابق. بدأ مسيرته الاحترافية في سنة 1995. تم اختياره من قبل فريق غولدن ستايت ووريورز خلال الدرافت. يبلغ طوله 6 قدم 5 بوصة (2.0 م). اعتزل اللعب في 2002.

## روابط خارجية
- مارتن لويس على موقع إن بي أي (الإنجليزية)
- مارتن لويس على موقع سبورتس رفرنس (الإنجليزية)
- مارتن لويس على موقع كرة السلة الأوروبية.كوم (الإنجليزية)
- مارتن لويس على موقع ريلجم (الإنجليزية)
- مارتن لويس على موقع بروبوليرز (الإنجليزية)
- مارتن لويس على موقع سبورتس رفرنس (الإنجليزية)